# Острва заветрине
Острва заветрине (енгл. Leeward Islands, фр. Îles Sous-le-Vent) је северна група острва у Малим Антилима. 
Зову се Острва заветрине јер су распоређена вертикално у односу на преовлађујући правац ветрова, југ-север. Често је у употреби и назив Левардска острва, транскрибован са енглеског језика. Острва уз правац ветра се називају Острва приветрине. 
Име Острва заветрине повезује се и са британском колонијом која је постојала са прекидима од 1671. до 1960. Колонија се званично називала Федерална колонија острва заветрине, а од 1956. Територија острва заветрине. Обухватала је острва: Антигва, Барбуда, Британска Девичанска Острва, Монтсерат, Сент Китс, Невис, Ангвила и (са кратким прекидом) Доминика. 
Острва завертине су:
- Девичанска острва
- Ангвила
- Свети Мартин
- Саба
- Свети Еустахије
- Сен Бартелеми
- Антигва
- Барбуда
- Сент Китс
- Невис
- Монтсерат
- Гваделуп
- Доминика

Удаљено Острво птица (шп. Isla de Aves) се обично укључује у овај списак.

## Дилеме око класификације
Подела на Острва приветрине и Острва заветрине се разликују у британској, шпанској и холандској класификацији. 
По шпанској класификацији, Острва заветрине су име за острва поред обале Венецуеле (Аруба, Курасао), као и Острва заветрине без Гваделупа и Доминике. 
По холандској, Острва заветрине су само острва испред венецуеланске обале. 
Српска дефиниција је еквивалентна британској. 